# Дрјеновска Нова Вес
Дрјеновска Нова Вес (слч. Drienovská Nová Ves) насељено је мјесто са административним статусом сеоске општине (слч. obec) у округу Прешов, у Прешовском крају, Словачка Република.

## Становништво
| Година:    | 1994. | 2004.    | 2014.    | 2024.    |
| ---------- | ----- | -------- | -------- | -------- |
| Број људи: | 619   | 697      | 804      | 897      |
| Разлика:   |       | +12,60 % | +15,35 % | +11,56 % |

| Година:    | 2023. | 2024.   |
| ---------- | ----- | ------- |
| Број људи: | 866   | 897     |
| Разлика:   |       | +3,57 % |

Према подацима о броју становника из 2024. године насеље је имало 897 становника.